# Пийт Таунсенд
Питър (Пийт) Денис Бланфорд Таунсенд (на английски: Peter Dennis Blandford „Pete“ Townshend) е английски музикант, автор на песни, певец и изпълнител на няколко инструмента.
Известен е главно като китарист и автор на песни за рок групата „Ху“. Изкарва 50 години с „Ху“, през които групата израства и бива сочена сред най-влиятелните банди от 1960-те и 1970-те г.
Таунсенд е основният автор на музика в „Ху“, като написва над 100 песни в общо 11 студийни албума. Тази равносметка включва концептуални албуми и рок оперите Tommy и Quadrophenia, наред с популярни рокендрол парчета, пускани по радиото, като Who's Next; както и десетки други сингли, които не попадат в албуми; бонус парчета от преиздавани албуми; както и тракове от компилации с рядък материал, като например Odds & Sods. Освен това е написал над 100 песни за своите солови албуми, както и радио джингли и музика за ТВ програми. Макар че е известен главно като китарист, той свири и на други инструменти, като например клавирни, банджо, хармоника, укулеле, мандолина, цигулка, синтезатор, бас китара и барабани. Той ги използва в своите собствени албуми, в няколко албума с Ху, и като гостуващ сътрудник на разнообразни чужди записи. Той сам се научава да свири на инструментите, и никога не получава формално музикално образование.
Таунсенд също така е сътрудник и автор на статии във вестници и списания, ревюта на книги, есета, книги и сценарии, както и като поет (и композитор) за много музикални дейци. Таунсенд е поставен на 3-то място в списъка на Дейв Марш „Най-добрите китаристи“ в The New Book of Rock Lists, 10-то в списъка на Gibson.com за Първите 50 китаристаи, 10-то място в обновения списък за 100-те най-велики китаристи за всички времена на „Ролинг Стоун“ от 2011 г. През 1990 г. е включен в Залата на славата на рокендрола, тъй като е член на „Ху“.

## Дискография

### Соло албуми
- Who Came First (1972)
- Rough Mix (1977) (with Ronnie Lane)
- Empty Glass (1980)
- All the Best Cowboys Have Chinese Eyes (1982)
- White City: A Novel (1985)
- The Iron Man: The Musical by Pete Townshend (1989)
- Psychoderelict (1993)